# Mistrzostwa świata juniorów w curlingu
Mistrzostwa świata juniorów w curlingu – coroczny turniej wyłaniający najlepszą drużynę świata, której członkowie mają mniej niż 21 lat.
Pierwsze mistrzostwa świata juniorów zorganizowano w 1975, rywalizowały wówczas jedynie drużyny męskie. Pierwszy turniej kobiecy odbył się w 1988. Mistrzostwa mężczyzn i kobiet odbywają się w tym samym miejscu i czasie, wyjątkiem był rok 1988.
W zawodach bierze udział 10 drużyn - 2 ze strefy amerykańskiej, 1 ze strefy Pacyfiku i 7 z Europy. W każdych zawodach udział bierze gospodarz, jeśli mistrzostwa odbywają się w kraju strefy Pacyfiku to uczestniczy w nich 6 drużyn z Europy. Rywalizacja rozgrywana jest systemem kołowym a w dalszej części systemem Page playoff.
Kwalifikacjami z ramienia Europy jest europejski challenge juniorów, jest to impreza otwarta, z której do mistrzostw świata przechodzi jedna lub dwie najlepsze drużyny, najgorsze europejskie reprezentacje mistrzostw świata by ponownie się zakwalifikować muszą wystąpić w challengu. Przez mistrzostwa Azji i strefy Pacyfiku wyłaniana jest jedna reprezentacja. Nie rozgrywa się mistrzostw w Ameryce ponieważ tylko Kanada i Stany Zjednoczone wystawiają swoje reprezentacje.
W latach 2001–2004 rozgrywano mistrzostwa świata grupy B, które zastępowały obecne turnieje w Europie i Azji.
Polacy dotychczas nie grali w mistrzostwach świata, startują w europejskim challengu od jego początku. Najlepszy rezultat osiągnęła drużyna Kamila Wachulaka w 2008, zdobyła tam srebrny medal.

## Kobiety
| Rok  | Kraj              | Miasto             | Liczba drużyn | Złoto                                                                                                 | Srebro                                                                                                | Brąz |
| ---- | ----------------- | ------------------ | ------------- | --- | --- | --- |
| 1988 | Francja           | Chamonix           | 9             | Kanada · Julie Sutton, Judy Wood, Susan Auty, Marla Geiger                                            | Szwajcaria · Marianne Amstutz, Sandra Bracher, Stephanie Walter, Franziska von Känel                  | Dania · Lene Bidstrup, Linda Laursen, Avijaja Petri, Kinnie Steensen |
| 1989 | Kanada            | Markham            | 10            | Kanada · LaDawn Funk, Sandy Symyrozum, Cindy Larsen, Laurelle Funk                                    | Norwegia · Trine Helgebostad, Cathrine Ulrichsen, Cecilie Torhaug, Darcie Skjerpen                    | Szkocja · Carolyn Hutchinson, Julie Hepburn, Katie Loudon, Julia Halliday |
| 1990 | Kanada            | Portage la Prairie | 10            | Szkocja · Kirsty Addison, Karen Addison, Joanna Pegg, Laura Scott                                     | Szwecja · Cathrine Norberg, Mari Högqvist, Helene Granqvist, Annica Eklund, Eva Eriksson              | Kanada · Cathy Overton, Tracy Baldwin, Carol Harvey, Tracy Bush |
| 1991 | Szkocja           | Glasgow            | 10            | Szwecja · Eva Eriksson, Maria Söderkvist, Åsa Eriksson, Elisabeth de Brito, Cathrine Norberg          | Szwajcaria · Nicole Strausak, Ursula Ziegler, Katja Matties, Claudia Affolter, Helga Oswald           | Kanada · Atina Ford, Darlene Kidd, Lesley Beck, Cindy Ford, Danita Michalski · Szkocja · Gillian Barr, Claire Milne, Janice Watt, Anne Laird                                             |
| 1992 | Niemcy            | Oberstdorf         | 10            | Szkocja · Gillian Barr, Claire Milne, Janice Watt, Nikki Mauchline, Karen Addison                     | Stany Zjednoczone · Erika Brown, Kari Liapis, Stacey Liapis, Roberta Breyen, Debbie Henry             | Szwajcaria · Helga Oswald, Sara Ochsner, Janine Oswald, Tatjana Stadler · Szwecja · Eva Eriksson, Maria Söderkvist, Åsa Eriksson, Elisabeth de Brito, Maria Hjorth                       |
| 1993 | Szwajcaria        | Grindelwald        | 10            | Szkocja · Kirsty Hay, Gillian Barr, Joanna Pegg, Louise Wilkie, Fiona Brown                           | Kanada · Amber Holland, Cindy Street, Tracy Beach, Angela Street, Marcia McKenzie                     | Dania · Dorthe Holm, Angelina Jensen, Margit Pörtner, Helene Jensen, Kamilla Schack · Stany Zjednoczone · Erika Brown, Kari Liapis, Stacey Liapis, Debbie Henry, Analissa Johnson        |
| 1994 | Bułgaria          | Sofia              | 10            | Kanada · Kim Gellard, Cori Beveridge, Lisa Savage, Sandy Graham, Heather Crockett                     | Stany Zjednoczone · Erika Brown, Debbie Henry, Stacey Liapis, Analissa Johnson, Allison Darragh       | Dania · Angelina Jensen, Dorthe Holm, Kamilla Schack, Helene Jensen, Charlotte Hedegaard · Szwecja · Ulrika Bergman, Margaretha Lindahl, Anna Bergström, Maria Zackrisson, Maria Engholm |
| 1995 | Szkocja           | Perth              | 10            | Kanada · Kelly Mackenzie, Joanne Fillion, Sasha Bergner, Carlene Muth, Cara Walz                      | Szwecja · Ulrika Bergman, Margaretha Lindahl, Anna Bergström, Maria Zackrisson, Maria Engholm         | Szwajcaria · Nadja Heuer, Laurence Défago, Carène Riedo, Céline Orizet, Natalie Portmann                                                                                                 |
| 1996 | Kanada            | Red Deer           | 10            | Kanada · Heather Godberson, Carmen Whyte, Christine Scalena, Terelyn Bloor, Rona McGregor             | Szkocja · Julia Ewart, Catherine Grainger, Mhairi Ferguson, Lucy Levack, Jan Byers                    | Szwecja · Ulrika Bergman, Margaretha Lindahl, Maria Zackrisson, Linda Kjerr, Anna Blom                                                                                                   |
| 1997 | Japonia           | Karuizawa          | 10            | Szkocja · Julia Ewart, Michelle Silvera, Mhairi Ferguson, Lynn Cameron, Suzie Law                     | Szwecja · Maria Engholm, Margaretha Sigfridsson, Anna-Kari Lindholm, Maria Halvarsson, Erika Backman  | Kanada · Meredith Doyle, Beth Roach, Tara Hamer, Candice Maclean, Nancy Toner |
| 1998 | Kanada            | Thunder Bay        | 10            | Kanada · Melissa McClure, Nancy Toner, Brigitte McClure, Bethany Toner, Julie Webb                    | Japonia · Akiko Katō, Yumie Hayashi, Ayumi Onodera, Mika Hori, Ai Kobayashi                           | Szwecja · Matilda Mattsson, Maria Engholm, Kajsa Bergström, Lisa Löfskog, Jenny Hammarström                                                                                              |
| 1999 | Szwecja           | Östersund          | 10            | Szwajcaria · Silvana Tirinzoni, Michèle Knobel, Brigitte Schori, Martina von Arx, Carmen Schäfer      | Japonia · Akiko Katō, Yumie Hayashi, Ayumi Onodera, Ai Kobayashi, Shinobu Aota                        | Kanada · Marie-France Larouche, Nancy Bélanger, Marie-Eve Létourneau, Valerie Grenier, Véronique Grégoire                                                                                |
| 2000 | Niemcy            | Geising            | 10            | Szwecja · Matilda Mattsson, Kajsa Bergström, Lisa Löfskog, Jenny Hammarström, Ann-Christine Nordqvist | Kanada · Stefanie Miller, Marliese Miller, Stacy Helm, Amanda MacDonald, Beth Roach                   | Stany Zjednoczone · Laura Delaney, Nicole Joraanstad, Kirsten Finch, Rebecca Dobie, Katherine Beck                                                                                       |
| 2001 | Stany Zjednoczone | Ogden              | 10            | Kanada · Suzanne Gaudet, Stefanie Richard, Robyn Macphee, Kelly Higgins, Carol Webb                   | Szwecja · Matilda Mattsson, Kajsa Bergström, Lisa Löfskog, Jenny Hammarström, Ann-Christine Nordqvist | Szwajcaria · Janine Greiner, Carmen Schäfer, Jacqueline Greiner, Barbara Appenzeller, Corinne Bourquin                                                                                   |
| 2002 | Kanada            | Kelowna            | 10            | Stany Zjednoczone · Cassandra Johnson, Jamie Johnson, Katherine Beck, Maureen Brunt, Courtney George  | Szwecja · Matilda Mattsson, Kajsa Bergström, Lisa Löfskog, Jenny Hammarström, Ann-Christine Nordqvist | Kanada · Suzanne Gaudet, Robyn Macphee, Carol Webb, Kelly Higgins, Shelley Nicols |
| 2003 | Szwajcaria        | Flims              | 10            | Kanada · Marliese Miller, Teejay Surik, Janelle Lemon, Chelsey Bell, Tammy Schneider                  | Stany Zjednoczone · Cassandra Johnson, Katherine Beck, Rebecca Dobie, Maureen Brunt, Courtney George  | Włochy · Diana Gaspari, Rosa Pompanin, Arianna Lorenzi, Lucrezia Ferrando, Anna Ghiretti                                                                                                 |
| 2004 | Kanada            | Trois-Rivières     | 10            | Norwegia · Linn Githmark, Marianne Rørvik, Stine Moe, Åse Rommetveit Celius, Solveig Enoksen          | Kanada · Jill Mouzar, Paige Mattie, Blisse Comstock, Chloe Comstock, Robyn Mattie                     | Szwecja · Stina Viktorsson, Sofie Sidén, Anna Viktorsson, Maria Wennerström, Jenny Zetterquist                                                                                           |
| 2005 | Włochy            | Pinerolo           | 10            | Szwajcaria · Tania Grivel, Anna Hügli, Stephanie Rüegsegger, Franziska Marthaler, Michèle Jäggi       | Szwecja · Stina Viktorsson, Sofie Sidén, Maria Wennerström, Jenny Zetterquist, Sabina Kraupp          | Kanada · Andrea Kelly, Kristen McDiarmid, Jodie deSolla, Lianne Sobey, Morgan Muise |
| 2006 | Korea Południowa  | Chŏnju             | 10            | Rosja · Ludmiła Priwiwkowa, Ekaterina Gałkina, Margarita Fomina, Angela Tuwaewa, Daria Kozłowa        | Kanada · Mandy Selzer, Erin Selzer, Kristen Mitchell, Megan Selzer, Penny Roy                         | Dania · Lene Nielsen, Helle Simonsen, Camilla Jørgensen, Maria Poulsen, Jeanne Ellegaard                                                                                                 |
| 2007 | Stany Zjednoczone | Eveleth            | 10            | Szkocja · Sarah Reid, Eve Muirhead, Barbara McFarlane, Sarah MacIntyre, Alison Black                  | Kanada · Stacie Devereaux, Stephanie Guzzwell, Sarah Paul, Julie Devereaux, Stephanie Jackson         | Dania · Madeleine Dupont, Jeanne Ellegaard, Mona Sylvest Nielsen, Ivana Bratic, Lisa Sylvest Nielsen                                                                                     |
| 2008 | Szwecja           | Östersund          | 10            | Szkocja · Eve Muirhead, Kerry Barr, Vicki Adams, Sarah MacIntyre, Kay Adams                           | Szwecja · Cecilia Östlund, Sara Carlsson, Anna Domeij, Lotta Lennartsson, Emma Berg                   | Kanada · Kaitlyn Lawes, Jenna Loder, Liz Peters, Sarah Wazney, Mary Jane McKenzie |
| 2009 | Kanada            | Vancouver          | 10            | Szkocja · Eve Muirhead, Anna Sloan, Vicki Adams, Sarah MacIntyre, Kay Adams                           | Kanada · Kaitlyn Lawes, Jenna Loder, Laryssa Grenkow, Breanne Meakin, Kalynn Park                     | Szwajcaria · Marisa Winkelhausen, Martina Baumann, Franziska Kaufmann, Isobel Kurt, Nicole Dunki                                                                                         |
| 2010 | Szwajcaria        | Flims              | 10            | Szwecja · Anna Hasselborg, Jonna McManus, Agnes Knochenhauer, Anna Huhta, Sara McManus                | Kanada · Rachel Homan, Emma Miskew, Laura Crocker, Lynn Kreviazuk, Alison Kreviazuk                   | Stany Zjednoczone · Alexandra Carlson, Tabitha Peterson, Tara Peterson, Sophie Brorson, Miranda Solem                                                                                    |
| 2011 | Szkocja           | Perth              | 10            | Szkocja · Eve Muirhead, Anna Sloan, Vicki Adams, Rhiann Macleod, Alice Spence                         | Kanada · Trish Paulsen, Kari Kennedy, Kari Paulsen, Natalie Yanko, Dailene Siverston                  | Rosja · Anna Sidorowa, Olga Żyblikowa, Ekaterina Antonowa, Galina Arsenkina, Wita Mojseewa                                                                                               |
| 2012 | Szwecja           | Östersund          | 10            | Szkocja · Hannah Fleming, Lauren Gray, Alice Spence, Abigail Brown, Jennifer Martin                   | Czechy · Iveta Janatová, Zuzana Hájková, Klara Svatonová, Eva Malková, Petra Vinšová                  | Rosja · Anna Sidorowa, Olga Zjablikowa, Wiktoria Moiseewa, Galina Arsenkina, Aleksandra Saitowa                                                                                          |
| 2013 | Rosja             | Soczi              | 10            | Rosja · Alina Kowalowa, Julia Portunowa, Aleksandra Saitowa, Oksana Gertowa, Olesia Gluszczenko       | Szkocja · Hannah Fleming, Lauren Gray, Jennifer Dodds, Abigail Brown, Vicky Wright                    | Japonia · Sayaka Yoshimura, Rina Ida, Risa Ujihara, Mao Ishigaki, Natsuko Ishiyama |
| 2014 | Szwajcaria        | Flims              | 10            | Kanada · Kelsey Rocque, Keely Brown, Taylor McDonald, Claire Tully, Alison Kotylak                    | Korea Południowa · Kim Kyeong-ae, Kim Seon-young, Kim Ji-hyeon, Oh Eun-jin, Koo Young-eun             | Rosja · Julia Portunowa, Alina Kowalowa, Uliana Wasiljewa, Anastasija Bryzgałowa, Anastasija Moskalewa                                                                                   |
| 2015 | Estonia           | Tallinn            | 10            | Kanada · Kelsey Rocque, Danielle Schmiemann, Holly Jamieson, Jessica Iles, Kristen Streifel           | Szkocja · Gina Aitken, Naomi Brown, Rowena Kerr, Rachel Hannen, Karina Aitken                         | Szwajcaria · Briar Hürlimann, Lisa Gisler, Rahel Thoma, Elena Stern, Raphaela Keiser |
| 2016 | Dania             | Kopenhaga          | 10            | Kanada                                                                                                | Stany Zjednoczone                                                                                     | Korea Południowa |
| 2017 | Korea Południowa  | Gangneung          | 10            | Szwecja · Isabella Wranå, Jennie Wåhlin, Almida de Val, Fanny Sjöberg, Maria Larsson                  | Szkocja · Sophie Jackson, Naomi Brown, Mili Smith, Sophie Sinclair, Laura Barr                        | Kanada · Kristen Streifel, Chantele Broderson, Kate Goodhelpsen, Brenna Bilassy, Karlee Burgess                                                                                          |
| 2018 | Szkocja           | Aberdeen           | 10            | Kanada · Kaitlyn Jones, Kristin Clarke, Karlee Burgess, Lindsay Burgess, Lauren Lenentine             | Szwecja · Isabella Wranå, Jennie Wåhlin, Almida De Val, Fanny Sjoeberg, Maria Larsson                 | Chiny · Dong Ziqi, Wang Zixin, Wang Meini, Sun Chengyu, Yu Jiaxin |
| 2019 | Kanada            | Liverpool          | 10            | Rosja                                                                                                 | Kanada                                                                                                | Szwajcaria |
| 2020 | Rosja             | Krasnojarsk        | 10            | Kanada                                                                                                | Korea Południowa                                                                                      | Rosja |
| 2021 | Chiny             | Pekin              | 10            | Mistrzostwa zostały odwołane z powodu pandemii COVID-19.                                              | Mistrzostwa zostały odwołane z powodu pandemii COVID-19.                                              | Mistrzostwa zostały odwołane z powodu pandemii COVID-19. |
| 2022 | Szwecja           | Jönköping          | 10            | Japonia                                                                                               | Szwecja                                                                                               | Stany Zjednoczone |
| 2023 | Niemcy            | Füssen             | 10            | Szkocja                                                                                               | Japonia                                                                                               | Norwegia |
| 2024 | Finlandia         | Lohja              | 10            | Szwajcaria                                                                                            | Japonia                                                                                               | Norwegia |

### Klasyfikacja medalowa
| Kraj              | Złoto | Srebro | Brąz | Razem |
| ----------------- | ----- | ------ | ---- | ----- |
| Kanada            | 13    | 9      | 8    | 30    |
| Szkocja           | 10    | 4      | 2    | 16    |
| Szwecja           | 4     | 9      | 5    | 18    |
| Szwajcaria        | 3     | 2      | 6    | 11    |
| Rosja             | 3     |        | 4    | 7     |
| Stany Zjednoczone | 1     | 4      | 4    | 9     |
| Japonia           | 1     | 4      | 1    | 6     |
| Norwegia          | 1     | 1      | 2    | 4     |
| Korea Południowa  |       | 2      | 1    | 3     |
| Czechy            |       | 1      |      | 1     |
| Dania             |       |        | 5    | 5     |
| Włochy            |       |        | 1    | 1     |
| Chiny             |       |        | 1    | 1     |

## Mężczyźni
| Rok  | Kraj              | Miasto             | Liczba drużyn | Złoto                                                                                                | Srebro | Brąz |
| ---- | ----------------- | ------------------ | ------------- | --- | --- | --- |
| 1975 | Kanada            | East York          | 9             | Szwecja · Jan Ullsten, Mats Nyberg, Anders Grahn, Bo Söderström                                      | Kanada · Robb King, Bill Fowlis, Brad Hannah, Chris King                                                   | Szkocja · Peter J. D. Wilson, Andrew McQuistin, Neale McQuistin, John Sharp |
| 1976 | Szkocja           | Aviemore           | 10            | Kanada · Paul Gowsell, Neil Houston, Glen Jackson, Kelly Stearne                                     | Szwecja · Jan Ullsten, Mats Nyberg, Anders Grahn, Bo Söderström                                            | Norwegia · Sjur Loen, Morten Søgaard, Hans Bekkelund, Roar Rise |
| 1977 | Kanada            | Quebec City        | 10            | Kanada · Bill Jenkins, John Scales, Sandy Stewart, Alan Mayhew                                       | Szwecja · Anders Grahn, Mats Nyberg, Bo Söderström, Bo-Göran Strömberg                                     | Stany Zjednoczone · Donald Barcome Junior, Dale Mueller, Gary Mueller, Earl Barcome |
| 1978 | Szwajcaria        | Grindelwald        | 10            | Kanada · Paul Gowsell, John Ferguson, Douglas McFarlane, Kelly Stearne                               | Szwecja · Thomas Håkansson, Per Lindeman, Lars Lindgren, Erik Björemo                                      | Szkocja · Colin Hamilton, Douglas Edwardson, Trevor Dodds, David Ramsay |
| 1979 | Kanada            | Moose Jaw          | 10            | Stany Zjednoczone · Donald Barcome Junior, Randy Darling, Bobby Stalker, Earl Barcome                | Szkocja · Andrew McQuistin, Neale McQuistin, Hugh Aitken, Dick Adams                                       | Kanada · Darren Fish, Lorne Barker, Murray Ursuliak, Randy Ursuliak |
| 1980 | Kanada            | Kitchener-Waterloo | 10            | Szkocja · Andrew McQuistin, Norman Brown, Hugh Aitken, Dick Adams                                    | Kanada · Mert Thompsett, Lyle Derry, Joel Gagne, Mike Friesen                                              | Szwecja · Thomas Norgren, Peter Svedlund, Conny Ekholm, Erik Pettersson |
| 1981 | Francja           | Megève             | 10            | Szkocja · Peter Wilson, Jim Cannon, Roger McIntyre, John Parker                                      | Kanada · Denis Marchand, Denis Cecil, Larry Phillips, Yves Barrette                                        | Stany Zjednoczone · Ted Purvis, Dale Risling, Milton Jr Best, Dean Risling |
| 1982 | Kanada            | Fredericton        | 10            | Szwecja · Sören Grahn, Niclas Järund, Henrik Holmberg, Anders Svennerstedt                           | Kanada · Mert Thompsett, Bill Jr McTavish, Joel Gagne, Mike Friesen                                        | Szkocja · Robin Gray, Mark Stokes, Drew Howie, David Mack |
| 1983 | Kanada            | Medicine Hat       | 10            | Kanada · John Base, Bruce Webster, Dave McAnerney, Jim Donahoe                                       | Norwegia · Pål Trulsen, Flemming Davanger, Stig-Arne Gunnestad, Kjell Berg                                 | Szkocja · Mike Hay, David Hay, David Smith, Russell Keiller |
| 1984 | Kanada            | Cornwall           | 10            | Stany Zjednoczone · Al Edwards, Mark Larson, Dewey Basley, Kurt Disher                               | Szwajcaria · André Flotron, Andreas Hänni, Daniel Gutknecht, André Szodoray                                | Szkocja · Mike Hay, David Smith, Gregor Smith, Russell Keiller |
| 1985 | Szkocja           | Perth              | 10            | Kanada · Bobby Ursel, Brent Mendella, Gerald Chick, Mike Ursel                                       | Szwajcaria · Christian Saager, Jens Piesbergen, Urs Spiegel, Jörg Piesbergen                               | Szkocja · Hammy McMillan, David Smith, Peter Smith, Peter Thomson |
| 1986 | Kanada            | Dartmouth          | 10            | Szkocja · David Aitken, Robin Halliday, Peter Smith, Harry Reilly                                    | Kanada · Kevin Martin, Rick Feeney, Dan Petryk, Mike Berger                                                | Szwecja · Örjan Erixon, Peter Larsson, Krister Olsson, Mats Rosenhed |
| 1987 | Kanada            | Victoria           | 10            | Szkocja · Douglas Dryburgh, Philip Wilson, Lindsay Clark, Billy Andrew                               | Kanada · Hugh McFadyen, Jonathan Mead, Norman Gould, John Lange                                            | Norwegia · Anthon Grimsmo, Tore Torvbråten, Jan Thoresen, Dag Skjelstad |
| 1988 | RFN               | Füssen             | 10            | Kanada · Jim Sullivan, Charles Sullivan, Craig Burgess, Danny Alderman                               | Szwecja · Peter Lindholm, Magnus Swartling, Johan Hansson, Niklas Kallerbäck, Owe Ljungdahl                | Norwegia · Thomas Ulsrud, Thomas Due, Krister Aanesen, Mads Rygg |
| 1989 | Kanada            | Markham            | 10            | Szwecja · Peter Lindholm, Magnus Swartling, Owe Ljungdahl, Peter Narup, Johan Hansson                | Kanada · Mike Wood, Mike Bradley, Todd Troyer, Greg Hawkes                                                 | Szwajcaria · Markus Eggler, Marc Haudenschild, Frank Kobel, Reto Huber, Stefan Traub |
| 1990 | Kanada            | Portage la Prairie | 10            | Szwajcaria · Stefan Traub, Andreas Östreich, Markus Widmer, Roland Müggler                           | Szkocja · Graeme Connal, Iain Watt, Richard Hartley, Ian Baxter                                            | Szwecja · Peter Lindholm, Magnus Swartling, Magnus Burman, Peter Narup, Tomas Nordin |
| 1991 | Szkocja           | Glasgow            | 10            | Szkocja · Alan MacDougall, James Dryburgh, Fraser MacGregor, Colin Beckett                           | Kanada · Noel Herron, Rob Brewer, Steve Small, Richard Polk, Peter Henderson                               | Stany Zjednoczone · Eric Fenson, Shawn Rojeski, Kevin Bergstrom, Ted McCann, Mike Peplinski · Szwajcaria · Dominic Andres, Michael Schupbach, Marc Steiner, Mathias Hugh, Stefan Heilman      |
| 1992 | Niemcy            | Oberstdorf         | 10            | Szwajcaria · Stefan Heilman, Christoph Grossenbacher, Lucian Jenzer, Roger Wyss                      | Francja · Jan Henri Ducroz, Spencer Mugnier, Sylvain Ducroz, Thomas Dufour, Philippe Caux                  | Kanada · Jason Repay, Aaron Skillen, Scott McCallum, Trevor Clifford · Szwecja · Joakim Carlsson, Mathias Carlsson, Ola Kindlund, Lars Eriksson, Peter Danielsson                             |
| 1993 | Szwajcaria        | Grindelwald        | 10            | Szkocja · Craig Wilson, Neil Murdoch, Ricky Burnett, Craig Strawhorn, Stuart Byers                   | Kanada · Michel Ferland, Marco Berthelot, Steve Beaudry, Steve Guetre, Philippe Lemay                      | Francja · Spencer Mugnier, Thomas Dufour, Sylvain Ducroz, Philippe Caux, Cyrille Prunet · Niemcy · Markus Herberg, Daniel Herberg, Stephan Knoll, Markus Messenzehl, Oliver Trevisiol         |
| 1994 | Bułgaria          | Sofia              | 10            | Kanada · Colin Davison, Kelly Mittelstadt, Scott Pfeifer, Sean Morris, Rob Simpson                   | Niemcy · Daniel Herberg, Stephan Knoll, Oliver Trevisiol, Markus Rohrmoser, Hans-Peter Kiess               | Stany Zjednoczone · Mike Peplinski, Craig Brown, Ryan Braudt, Cory Ward, Ryan Quinn · Szwajcaria · Yannick Renggli, Chrislian Razafimahefa, Gregory Renggli, Patrick Tinembart, Ralph Stöckli |
| 1995 | Szkocja           | Perth              | 10            | Szkocja · Tom Brewster Junior, Paul Westwood, Ronald Brewster, Steve Still, David Murdoch            | Niemcy · Daniel Herberg, Sebastian Stock, Stephan Wiedemann, Patrick Hoffman, Sebastian Linkemann          | Kanada · Christopher Galbraith, Scott Cripps, Brent Barrett, Bryan Galbraith |
| 1996 | Kanada            | Red Deer           | 10            | Szkocja · James Dryburgh, Ross Barnet, Ronald Brewster, David Murdoch, Euan Byers                    | Szwajcaria · Ralph Stöckli, Michael Bösiger, Pascal Sieber, Clemens Oberwiler, Martin Zaugg                | Niemcy · Sebastian Stock, Patrick Hoffman, Stephan Wiedemann, Sebastian Linkemann, Sebastian Jacoby                                                                                           |
| 1997 | Japonia           | Karuizawa          | 10            | Szwajcaria · Ralph Stöckli, Michael Bösiger, Pascal Sieber, Clemens Oberwiler, Martin Zaugg          | Finlandia · Perttu Piilo, Kalle Kiiskinen, Paavo Kuosmanen, Petri Manninen, Olli Orrainen                  | Kanada · Scott Pfeifer, Ryan Keane, Blayne Iskiw, Peter Heck, Jason Lesmeister |
| 1998 | Kanada            | Thunder Bay        | 10            | Kanada · John Morris, Craig Savill, Andy Ormsby, Brent Laing, Brad Gushue                            | Szkocja · Garry MacKay, David Murdoch, Sandy Reid, Richard Woods, Neil Wilson                              | Szwajcaria · Ralph Stöckli, Martin Zaugg, Simon Strübin, Clemens Oberwiler, Christian Haller                                                                                                  |
| 1999 | Szwecja           | Östersund          | 10            | Kanada · John Morris, Craig Savill, Jason Young, Brent Laing, Andy Ormsby                            | Szwajcaria · Christian Haller, Urs Eichhorn, Pascal Albertin, René Kunz, Patrick Vuille                    | Stany Zjednoczone · Andy Roza, Steve Jaixen, Kevin Jordan, Chris Becher, Scott Jordan |
| 2000 | Niemcy            | Geising            | 10            | Kanada · Brad Kuhn, Kevin Folk, Ryan Kuhn, Hugh Bennett, Jeff Richard                                | Szwajcaria · Patrick Vuille, Gilles Vuille, Erich Leeman, Benjamin Jaggi, Mark Hauser                      | Niemcy · Christian Baumann, Alexander Baumann, Ingmar Fritz, Thomas Unterstab, Moritz Unterstab                                                                                               |
| 2001 | Stany Zjednoczone | Ogden              | 10            | Kanada · Brad Gushue, Mark Nichols, Brent Hamilton, Mike Adam, Jamie Korab                           | Dania · Casper Bossen, Kenneth Daucke Andersen, Kim Sylvest Nielsen, Sune Frederiksen, Nicolai Frederiksen | Stany Zjednoczone · Andy Roza, Steve Jaixen, Chris Becher, Scott Jordan, Tyler George |
| 2002 | Kanada            | Kelowna            | 10            | Kanada · David Hamblin, Ross Derksen, Kevin Hamblin, Ross McCannell, Douglas Hamblin                 | Szwecja · Carl-Axel Dahlin, Eric Carlsén, Nils Carlsén, Emanuel Allberg, Daniel Tenn                       | Szkocja · Kenny Edwards, Duncan Clark, Graeme Baxter, Philip Garden, Colin Campbell |
| 2003 | Szwajcaria        | Flims              | 10            | Kanada · Steve Laycock, Christopher Haichert, Michael Jantzen, Kyler Broad, Ben Hebert               | Szwecja · Carl-Axel Dahlin, Eric Carlsén, Nils Carlsén, Emanuel Allberg, Daniel Tenn                       | Szwajcaria · Jan Hauser, Pascal Hess, Fabian Kuster, Remo Schmid, Stefan Rindlisbacher |
| 2004 | Kanada            | Trois-Rivières     | 10            | Szwecja · Niklas Edin, Nils Carlsén, Jörgen Granberg, Fredrik Lindberg, Anders Eriksson              | Szwajcaria · Stefan Rindlisbacher, Sven Iten, Michael Hammerer, Reto Jetzer, Toni Müller                   | Szkocja · Scott Hamilton, Graham Smith, Gareth Owen, David Morton, Craig Reid |
| 2005 | Włochy            | Pinerolo           | 10            | Kanada · Kyle George, Justin Mihalicz, David Kidby, Chris Hebert, Dustin Kidby                       | Szwecja · Nils Carlsén, Sebastian Kraupp, Marcus Hasselborg, Emanuel Allberg, Niklas Edin                  | Szkocja · Logan Gray, Ross Paterson, Sandy Gilmour, Graeme Copland, Keith Duncan Millar |
| 2006 | Korea Południowa  | Chŏnju             | 10            | Kanada · Charley Thomas, Geoff Walker, Rollie Robinson, Kyle Reynolds, Matthew Ng                    | Szwecja · Nils Carlsén, Niklas Edin, Marcus Hasselborg, Emanuel Allberg, Fredrik Lindberg                  | Szkocja · Logan Gray, Alasdair Guthrie, Keith Duncan Millar, Gordon McDougall, Scott Hamilton                                                                                                 |
| 2007 | Stany Zjednoczone | Eveleth            | 10            | Kanada · Charley Thomas, Brock Virtue, Matthew Ng, Kyle Reynolds, Geoff Walker                       | Szwecja · Niklas Edin, Marcus Hasselborg, Emanuel Allberg, Fredrik Lindberg, Kristian Lindström            | Szwajcaria · Christian von Gunten, Sven Michel, Sandro Trolliet, Michel Gribi, Claudio Pätz                                                                                                   |
| 2008 | Szwecja           | Östersund          | 10            | Stany Zjednoczone · Chris Plys, Aanders Brorson, Matthew Perushek, Matthew Hamilton, Daniel Plys     | Szwecja · Oskar Eriksson, Henric Jonsson, Markus Franzén, Nils Karlsson, Markus Eriksson                   | Kanada · William Dion, Jean-Michel Arsenault, Erik Lachance, Miguel Bernard, Alexandre Gauthier-Morissette                                                                                    |
| 2009 | Kanada            | Vancouver          | 10            | Dania · Rasmus Stjerne, Mikkel Krause, Oliver Dupont, Troels Harry, Martin Poulsen                   | Kanada · Brett Gallant, Adam Casey, Anson Carmody, Jamie Danbrock, Stephen Burgess                         | Stany Zjednoczone · Chris Plys, Aanders Brorson, Matthew Perushek, Matthew Hamilton, Aaron Wald                                                                                               |
| 2010 | Szwajcaria        | Flims              | 10            | Szwajcaria · Peter de Cruz, Benoît Schwarz, Roger Gulka, Valentin Tanner, Dominik Märki              | Szkocja · Ally Fraser, Steven Mitchell, Scott Andrews, Kerr Drummond, Blair Fraser                         | Kanada · Jake Walker, Craig Van Ymeren, Geoff Chambers, Matthew Mapletoft, Mathew Camm |
| 2011 | Szkocja           | Perth              | 10            | Szwecja · Kristian Lindström, Oskar Eriksson, Henrik Leek, Alexander Lindström, Christoffer Sundgren | Szwajcaria · Benoît Schwarz, Peter de Cruz, Roger Gulka, Valetin Tanner, Dominik Märki                     | Norwegia · Steffen Mellemseter, Markus Snøve Høiberg, Magnus Nedregotten, Sander Rølvåg, Eirik Mjøen                                                                                          |
| 2012 | Szwecja           | Östersund          | 10            | Kanada · Brendan Bottcher, Evan Asmussen, Landon Bucholz, Bryce Bucholz, Parker Konschuh             | Szwecja · Rasmus Wranå, Jordan Wåhlin, Daniel Lövstrand, Axel Sjöberg, Patric Mabergs                      | Szkocja · Kyle Smith, Thomas Muirhead, Kyle Waddell, Kerr Drummond, Hamilton McMillan |
| 2013 | Rosja             | Soczi              | 10            | Szkocja · Kyle Smith, Thomas Muirhead, Kyle Waddell, Cameron Smith, Hammy McMillan                   | Rosja · Jewgienij Archipow, Siergiej Głuchow, Timur Gadzikanow, Artur Ali, Dmitrij Mironow                 | Kanada · Matt Dunstone, Colton Lott, Daniel Grant, Brendan MacCuish, Josh Barry |
| 2014 | Szwajcaria        | Flims              | 10            | Szwajcaria · Yannick Schwaller, Reto Keller, Patrick Witschonke, Michael Probst, Romano Meier        | Szkocja · Kyle Smith, Thomas Muirhead, Kyle Waddell, Cameron Smith, Duncan Menzies                         | Norwegia · Eirik Mjøen, Markus Skogvold, Martin Sesaker, Wilhelm Naess, Gaute Nepstad |
| 2015 | Estonia           | Tallinn            | 10            | Kanada · Braden Calvert, Kyle Kurz, Lucas Van Den Bosch, Brendan Wilson, Colton Lott                 | Szwajcaria · Romano Meier, Yannick Schwaller, Patrick Witschonke, Michael Probst, Reto Keller              | Szkocja · Bruce Mouat, Duncan Menzies, Derrick Sloan, Angus Dowell, Bobby Lammie |
| 2016 | Dania             | Kopenhaga          | 10            | Szkocja                                                                                              | Stany Zjednoczone                                                                                          | Kanada |
| 2017 | Korea Południowa  | Gangneung          | 10            | Korea Południowa · Lee Ki-jeong, Lee Ki-bok, Seong Yu-jin, Choi Jeong-uk, Woo Gyeong-ho              | Stany Zjednoczone · Andrew Stopera, Luc Violette, Ben Richardson, Graem Fenson, Nicholas Connolly          | Norwegia · Magnus Ramsfjell, Bendik Ramsfjell, Magnus Trulsen, Eskil Vintervold, Elias Hoestmaehlingen                                                                                        |
| 2018 | Szkocja           | Aberdeen           | 10            | Kanada · Tyler Tardi, Sterling Middleton, Jordan Tardi, Zach Curtis, Jacques Gauthier                | Szkocja · Ross Whyte, Robin Brydone, Fraser Kingan, Euan Kyle, Duncan McFadzean                            | Szwajcaria · Jan Hess, Simon Gloor, Simon Höhn, Reto Schönenberger, Philipp Hösli |
| 2019 | Kanada            | Liverpool          | 10            | Kanada                                                                                               | Szwajcaria                                                                                                 | Szkocja |
| 2020 | Rosja             | Krasnojarsk        | 10            | Kanada                                                                                               | Szwajcaria                                                                                                 | Szkocja |
| 2021 | Chiny             | Pekin              | 10            | Mistrzostwa zostały odwołane z powodu pandemii COVID-19.                                             | Mistrzostwa zostały odwołane z powodu pandemii COVID-19.                                                   | Mistrzostwa zostały odwołane z powodu pandemii COVID-19. |
| 2022 | Szwecja           | Jönköping          | 10            | Szkocja                                                                                              | Niemcy | Kanada |
| 2023 | Niemcy            | Füssen             | 10            | Chiny                                                                                                | Niemcy | Szkocja |
| 2024 | Finlandia         | Lohja              | 10            | Norwegia                                                                                             | Włochy | Dania |

### Klasyfikacja medalowa
| Kraj              | Złoto | Srebro | Brąz | Razem |
| ----------------- | ----- | ------ | ---- | ----- |
| Kanada            | 21    | 10     | 9    | 40    |
| Szkocja           | 11    | 6      | 15   | 32    |
| Szwecja           | 5     | 11     | 4    | 20    |
| Szwajcaria        | 5     | 10     | 7    | 22    |
| Stany Zjednoczone | 3     | 2      | 7    | 12    |
| Norwegia          | 1     | 1      | 6    | 8     |
| Dania             | 1     | 1      | 1    | 3     |
| Korea Południowa  | 1     |        |      | 1     |
| Chiny             | 1     |        |      | 1     |
| Niemcy            |       | 4      | 3    | 7     |
| Francja           |       | 1      | 1    | 2     |
| Finlandia         |       | 1      |      | 1     |
| Rosja             |       | 1      |      | 1     |
| Włochy            |       | 1      |      | 1     |